# Folke Jansson
Folke Georg "Pytta" Janson (Jönköping, 23 d'abril de 1897 - Göteborg, 18 de juliol de 1975) va ser un atleta suec, especialista en triple salt, que va competir a començaments del segle xx.
El 1920 va prendre part en els Jocs Olímpics d'Anvers, on va disputar la prova del triple salt del programa d'atletisme. En ella guanyà la medalla de plata, en finalitzar a dos centímetres de Vilho Tuulos.
Quatre anys més tard, als Jocs de París, va disputar novament la prova del triple salt del programa d'atletisme. En aquesta ocasió fou cinquè.
En el seu palmarès també destaquen set campionats suecs de triple salt: el 1917 i entre 1919 i 1924. Entre 1918 i 1931 va posseir el rècord suec de triple.

## Millors marques
- 110 metres tanques. 16.7" (1917)[2]
- triple salt. 15,09m (1920)[1]